# Gare de Miyako
La gare de Miyako (宮古駅, Miyako-eki) est une gare ferroviaire de la ville de Miyako, dans la préfecture d'Iwate au Japon. Elle est gérée par les compagnies JR East et Santetsu.

## Situation ferroviaire
La gare est située au point kilométrique (PK) 102,1 de la ligne Yamada et au PK 92,0 de la ligne Rias.

## Histoire
La gare a été inaugurée le 6 novembre 1934.

## Service des voyageurs

### Accueil
La gare dispose d'un bâtiment voyageurs, avec guichets, ouvert tous les jours.

### Desserte

#### Santetsu
- Ligne Rias :
  - voies 0 à 2 : direction Kuji
  - voie 1 : direction Kamaishi et Sakari

#### JR East
- Ligne Yamada :
  - voie 3 : direction Morioka

## Dans les environs
- Plage de Jōdoga